# Notation de la bière

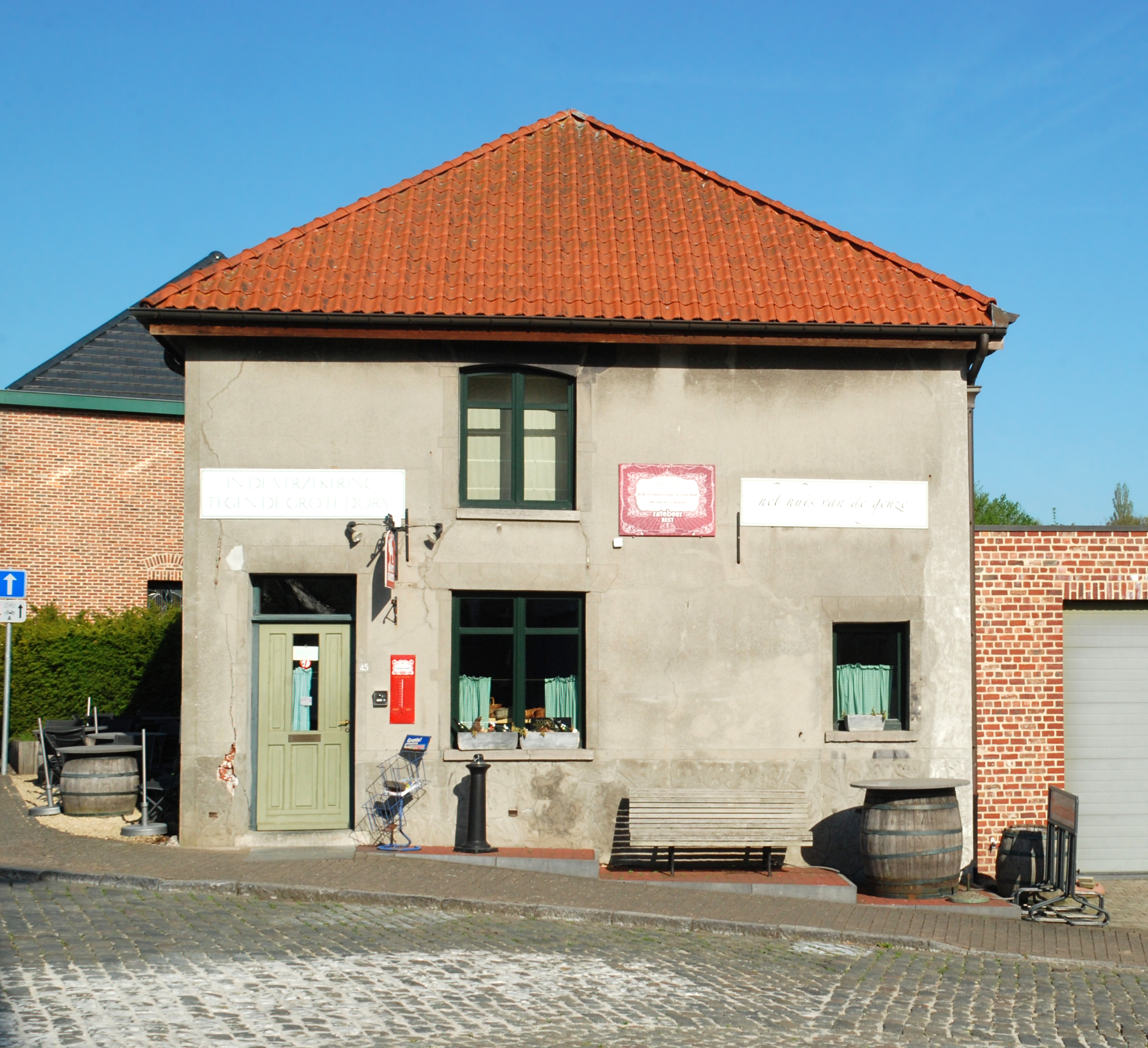
La façade du café belge In de Verzekering tegen de Grote Dorst, élu en 2015, 2018 et 2019 meilleure destination au monde pour boire une bière par les utilisateurs du site web RateBeer.

La notation de la bière consiste à évaluer une bière sur une échelle de cotation,,. Le principe est similaire à celui utilisé par les jurys évaluant les bières dans des compétitions telles que Beer Judge Certification Program (en) (BJCP) en Amérique, bien que les personnes qui notent peuvent également être de simples consommateurs. Le système de notation peut être sur une échelle simple de 0 à 5 et peut être organisé par un magasin de bière ou un pub tel que Wetherspoons au Royaume-Uni. La notation peut être plus fine comme sur les systèmes des sites web BeerAdvocate et RateBeer,,.

## Sites web

### BeerAdvocate
Le second site le plus populaire pour la notation de bière est BeerAdvocate.

BeerAdvocate est un site permettant de noter les bières mais aussi les bars et les magasins de bière. Le site fut créé en 1996 par les frères Todd et Jason Alström et situé à Boston, MA & Denver, CO USA.
En novembre 2013, la base de données de BeerAdvocate contenait environ 3 783 570 notations sur 100 976 bières,.

### RateBeer
RateBeer est fondé en mai 2000 par Bill Buchanan comme un forum pour les buveurs de bière afin d'échanger des informations et partager leurs avis sur la bière. En juin 2000, l'écrivain canadien Josh Oakes, spécialiste de la bière, rejoint RateBeer et finit par en devenir le rédacteur en chef. En juin 2001, le consultant en site web Joe Tucker rejoint l'équipe et par la suite devient l'unique propriétaire de RateBeer.
En août 2006, RateBeer publie son communiqué de presse annuel sur les bières les mieux notées sur le site. Cela provoque des réactions dans les médias quand il est rapporté que les stocks de la brasserie Westvleteren 12 étaient épuisés après avoir été désigné comme « meilleure bière au monde » par le site,,.
RateBeer a plus de 4.5 millions de notes sur près de 200 000 bières venant d'environ 16 000 brasseries.

### Autres sites web notables de notation de bière
L'Oxford Bottled Beer Database est créée en 1992 par Sparks Computer Solutions Ltd, et contient des critiques et notations par les utilisateurs du site. Le site a des notations du monde entier, mais principalement en Europe.